# París-Tours 1917
La París-Tours 1917 fue la 12.ª edición de la clásica París-Tours. Se disputó el 6 de mayo de 1917 y el vencedor final fue el belga Philippe Thys, que se impuso en solitario.  

## Clasificación general[3]
|    | Ciclista          | Equipo | Tiempo      |
| -- | ----------------- | ------ | ----------- |
| 1  | Philippe Thys     |        | 7h 14'00"   |
| 2  | Marcel Godivier   |        | a 2'00"     |
| 3  | Eugène Christophe |        | a 8'00"     |
| 4  | Charles Mantelet  |        | a 29'00"    |
| 5  | Félix Douarin     |        | a 30'00"    |
| 6  | Charles Juseret   |        | a 31'00"    |
| 7  | René Vandenhove   |        | a 34'00"    |
| 8  | André Noel        |        | a 47'00"    |
| 9  | Ali Neffati       |        | m.t.        |
| 10 | Lucien Cazalis    |        | a 1h 00'00" |